# В ночной тиши
«В ночной тиши» (англ. Still of the Night) — фильм режиссёра Роберта Бентона. Фильм вышел на экраны в США 19 ноября 1982 года. Фильм имеет рейтинг MPAA PG.

## Сюжет
Убит пациент манхэттенского психиатра Сэма Райса. Райс знакомится с любовницей погибшего...

## В ролях
- Рой Шайдер — психиатр Сэм Райс
- Мерил Стрип — Брук Рейнольдс
- Джессика Тэнди — Грейс Райс
- Джо Грифази — Джозеф Витуччи
- Сэра Ботсфорд — Гейл Филлипс
- Джозеф Соммер — Джордж Бинум
- Ирвинг Метцмэн — Мюррей Гордон
- Ларри Джошуа — грабитель
- Том Нортон — аукционист
- Уилл Роуз — аукционный корректировщик
- Элинор Клейн — участник торгов
- Арни Глимчер — участник торгов

## Производство
Съемки проходили в марте 1981 года. Фильм снимали в Нью-Йорке и его окрестностях, в том числе в Колумбийском университете, Трилистной арке, кафе Boathouse в Центральном парке и в Музее города Нью-Йорк.

## Критика
Тодд Маккарти из Variety написал: «Это почти шок, чтобы увидеть современную саспенс-картину, которая так же грамотна, хорошо сыграна и красиво сделана, как „В ночной тиши“. Однако, несмотря на множество достоинств, фильм Роберта Бентона имеет ряд серьезных недостатков, главным образом в области сюжета».
В своем обзоре для The New York Times Винсент Кэнби объяснил, что сценарий «неизбежно отсылает к таким классическим произведениям Хичкока, как «Головокружение», «Окно во двор», «К северу через северо-запад» и «Заворожённый» и другим».

## Съемочная группа
- Режиссёр: Роберт Бентон
- Авторы сценария: Дэвид Ньюман, Роберт Бентон
- Оператор: Нестор Альмендрос
- Главный художник Мел Бурн
- Художник: Майкл Молли
- Композитор: Джон Кэндер
- Продюсер: Арлин Донован